# Forever Not Yours
«Forever Not Yours» es el primer sencillo del álbum de a-ha Lifelines. Fue lanzada en la mayoría de las estaciones de radio de Europa el 22 de febrero de 2002 (15 de abril en Bélgica) y comercialmente el 2 de abril.

## Créditos
- Letra por Morten Harket y Ole Sverre Olsen
- Música por Magne Furuholmen y Morten Harket
- Producida por Stephen Hauge y Martin Landquist
- Disposición adicional por Keller, Schroeder
- Grabado en Lydlab Studios, Oslo y Strongroom, London

## Lista de canciones
Las cuatro canciones del sencillo fueron lanzadas en varios países europeos alrededor del 2 de bnril (8 de abril en Noruega) Cuenta con las canciones:
1. «Forever Not Yours» (4:06)
2. «Differences» (2:47) (Original Demo)
3. «Hunting High and Low» (7:07) (Live In Oslo)
4. «Manhattan Skyline» (6:14) (Live In Oslo).

## Posición en las listas musicales
- #1 (NORUEGA)
- #1 (RUSIA)
- #18 (ALEMANIA)
- #34 (AUSTRIA)
- #46 (SUECIA)

- Datos: Q2498065